# Оуен (окръг, Индиана)
Окръг Оуен (на английски: Owen County) е окръг в щата Индиана, Съединени американски щати. Площта му е 1005 km², а населението е 21 321 души (1 април 2020). Административен център е град Спенсър.